# Vassili Alekseiev
Vassili Ivanovitch Alekseiev (em russo:  Василий Иванович Алексеев; 7 de janeiro de 1942, em Pokrovo-Chishkino, oblast de Riazan – 25 de novembro de 2011, em Munique) foi um halterofilista russo, que competiu pela União Soviética.
Alekseiev ganhou oito medalhas de ouro consecutivas em campeonatos mundiais e em Jogos Olímpicos (1970-1977). Ele também ganhou oito títulos europeus. No campeonato mundial de 1978, entretanto, não terminou a prova, como também nos Jogos Olímpicos de Moscou 1980, e retirou-se das competições.
Estabeleceu 79 recordes mundiais na categoria acima de 110 kg, entre 1970 a 1977, o mais prolífico recordista em halterofilismo; incluem-se 17 na prensa olímpica ou desenvolvimento (movimento-padrão abolido em 1973), 4 no arranco, 32 no arremesso e 26 no total combinado (18 no triplo e 8 no duplo levantamento).
Foi o primeiro halterofilista a superar a marca de 600 kg no triplo levantamento, em competição.
Alekseiev trabalhou como treinador entre 1990 e 1992. Sob sua liderança, a Equipe Unificada ganhou dez medalhas no halterofilismo nos Jogos Olímpicos de Verão de 1992, incluindo cinco ouros.
Em 1972 recebeu a Ordem de Lenin. Em 1993 foi eleito para o Weightlifting Hall of Fame.